# Flux de valeur
 (septembre 2021).
La mise en forme du texte ne suit pas les recommandations de Wikipédia : il faut le « wikifier ».
Les points d'amélioration suivants sont les cas les plus fréquents :
- Les titres sont pré-formatés par le logiciel. Ils ne sont ni en capitales, ni en gras.
- Le texte ne doit pas être écrit en capitales (les noms de famille non plus), ni en gras, ni en italique, ni en « petit »…
- Le gras n'est utilisé que pour surligner le titre de l'article dans l'introduction, une seule fois.
- L'italique est rarement utilisé : mots en langue étrangère, titres d'œuvres, noms de bateaux, etc.
- Les citations ne sont pas en italique mais en corps de texte normal. Elles sont entourées par des guillemets français : « et ».
- Les listes à puces sont à éviter, des paragraphes rédigés étant largement préférés. Les tableaux sont à réserver à la présentation de données structurées (résultats, etc.).
- Les appels de note de bas de page (petits chiffres en exposant, introduits par l'outil «  Source ») sont à placer entre la fin de phrase et le point final[comme ça].
- Les liens internes (vers d'autres articles de Wikipédia) sont à choisir avec parcimonie. Créez des liens vers des articles approfondissant le sujet. Les termes génériques sans rapport avec le sujet sont à éviter, ainsi que les répétitions de liens vers un même terme.
- Les liens externes sont à placer uniquement dans une section « Liens externes », à la fin de l'article. Ces liens sont à choisir avec parcimonie suivant les règles définies. Si un lien sert de source à l'article, son insertion dans le texte est à faire par les notes de bas de page.
- La présentation des références doit suivre les conventions bibliographiques. Il est recommandé d'utiliser les modèles {{Ouvrage}}, {{Chapitre}}, {{Article}}, {{Lien web}} et/ou {{Bibliographie}}. Le mode d'édition visuel peut mettre en forme automatiquement les références.
- Insérer une infobox (cadre d'informations à droite) n'est pas obligatoire pour parachever la mise en page.

Pour une aide détaillée, merci de consulter Aide:Wikification.
Si vous pensez que ces points ont été résolus, vous pouvez retirer ce bandeau et améliorer la mise en forme d'un autre article.
Un flux de valeur est l'ensemble des actions qui ont lieu pour apporter de la valeur à un client, depuis la demande initiale jusqu'à l'utilisation de la valeur par le client. Le flux de valeur commence par le besoin initial, passe par différentes étapes de développement jusqu'à la livraison et à l'assistance. Un flux de valeur commence toujours et se termine toujours par un client.
Les flux de valeur sont des artéfacts au sein de l'architecture d'entreprise, qui permettent à une entreprise de spécifier la proposition de valeur issue d'une partie prenante externe (par exemple, un client) ou interne d'une organisation. Un flux de valeur décrit les parties prenantes qui initient et participent à ce flux de valeur, les étapes qui créent des éléments de valeur spécifiques et la proposition de valeur issue du flux de valeur. Le flux de valeur est décrit comme un ensemble de bout en bout d'activités à valeur ajoutée qui créent un résultat global pour un client, une partie prenante ou un utilisateur final.
En termes de modélisation, ces activités à valeur ajoutée sont représentées par des étapes de flux de valeur, dont chacune crée et ajoute des éléments de valeur incrémentiels pour les parties prenantes d'une étape à l'autre. Alors que les flux de valeur sont référencés dans plusieurs méthodologies, il existe un accord croissant sur la description et le but des flux de valeur en tant que domaine central de l'architecture d'entreprise et de Scaled Agile Framework.  Ceux-ci ont depuis été mis en application par plusieurs organismes de normalisation.

## Objectif des flux de valeur
Les flux de valeur sont une composante de l'écosystème d'une organisation, qui décrivent comment une partie prenante - souvent un client - reçoit de la valeur de la part de cette organisation. Contrairement à de nombreuses tentatives précédentes de description de la valeur perçue par les parties prenantes, les flux de valeur adoptent la perspective de la partie prenante initiatrice ou déclenchante, plutôt que celle d'une chaîne de valeur interne ou d'un processus. Avec cette perspective, les flux de valeur peuvent être mis en correspondance avec des activités de l'organisation, aidant à décrire ce qu'une organisation doit faire et comment, respectivement, pour offrir de la valeur à la partie prenante.

## Composants d'un flux de valeur
Les flux de valeur représentent des vues de bout en bout sur la façon dont la valeur est obtenue pour une partie prenante externe ou interne donnée. Les flux de valeur sont nommés avec une définition de la proposition de valeur fournie aux parties prenantes. Les parties prenantes au sein d'une chaîne de valeur peuvent prendre deux formes :
- Un acteur déclencheur est la personne ou l'organisation qui initie et, en règle générale, participe à la chaîne de valeur.
- Une partie prenante participante est une personne ou une organisation qui fournit ou facilite la fourniture de la valeur à une étape du flux de valeur, ou qui peut recevoir une valeur accessoire du flux de valeur.

Les flux de valeur sont composées d'étapes de flux de valeur, qui représentent des éléments de valeur itératifs qui sont accumulés pour fournir de la valeur tout au long du flux de valeur, délivrant finalement une proposition de valeur.

### Concepts couramment associés
Les flux de valeur sont souvent perçus sous une forme dans laquelle ils sont mis en correspondance avec les parties prenantes et les capacités de l'organisation. Cette mise en correspondance permet aux praticiens de mieux identifier les personnes et les organisations auxquelles – ou à partir desquelles – la valeur est fournie. En d'autres termes, les capacités contribuent à produire un morceau de la valeur finale à chaque étape du flux de valeur. En outre, de nombreux praticiens alignent les flux de valeur et les étapes du flux de valeur sur les capacités de l'entreprise. Cela facilite l'alignement entre la façon dont une organisation apporte de la valeur et la vision interne des activités de l'organisation.

### Idées reçues
Il existe de nombreuses idées reçues autour du concept de flux de valeur. Celles-ci sont décrites superficiellement ci-dessous.
- Les flux de valeur ne sont pas des processus, dans le sens où la préoccupation porte sur « comment la valeur est atteinte » plutôt que sur « comment le processus se déroule. »[5] L'objectif n'est pas de lister une suite d'activités du point de vue de l'organisation, mais plutôt une suite d'apports de valeur du point de vue de la partie prenante.

- De fait, les flux de valeur ne sont pas centrés sur la vision interne. Certaines méthodologies font référence aux flux de valeur comme apportant de la valeur à une partie prenante interne. Bien que cela puisse être vrai dans un contexte spécifique, l'objectif de la plupart des praticiens est de se concentrer sur les parties prenantes à l'extérieur d'une organisation.
- Les flux de valeur ne sont pas des cartes de parcours client. Bien que les flux de valeur et les cartes de parcours adoptent toutes deux le point de vue de la partie prenante externe, ils cherchent à décrire différents ensembles d'informations[6]. Les cartes de parcours client cherchent généralement à décrire les émotions, l'intention et les interactions individuelles avec un client.

## Alignement avec les approches agiles
Le concept de flux de valeur est particulièrement important pour les approches agiles, qui cherchent à maximiser l'accent mis sur la valeur apportée à l'utilisateur. Certaines approches agiles spécifiques, telles que le Scaled Agile Framework, intègrent le flux de valeur comme moyen de créer une vue fondamentale de l'entreprise à partir de laquelle l'organisation peut être structurée et le travail peut être organisé. Cette approche encourage un niveau commun de compréhension qui permet à plusieurs disciplines d'interagir, créant une vue plus cohérente de l'organisation.

## Voir également
- Architecture d'entreprise
- Scaled Agile Framework